# Lužki (Distretto di Vicebsk)
Lužki (in bielorusso Лужкі́?; in russo Лужки?) è una città rurale bielorussa.